# Mineirinho (skatista)
Sandro Dias, também conhecido como Mineirinho (Santo André, 18 de abril de 1975), é um skatista brasileiro.
Skatista profissional desde 1995, começou a andar dez anos antes. É considerado o “Rei do 540” e foi o terceiro skatista no mundo a acertar a manobra 900°, além de ser o primeiro a voltá-la durante sua linha em uma competição. Sandro também é hexacampeão mundial pela World Cup Skateboarding (2003, 2004, 2005, 2006, 2007 e 2011), tricampeão europeu (2001, 2003 e 2005) e medalha de ouro dos X Games de Los Angeles (2006).

## Início
O início de Sandro “Mineirinho” no skate foi curioso. Por volta de 1985, o atleta pegava o skate do irmão de um amigo de infância emprestado, colocava um pneu de carro em cima e descia a ladeira da garagem de seu prédio sentado.
Pouco depois, às vésperas do natal, Sandro pediu um skate para o seu pai. Quando ganhou o presente, começou a se interessar mais e a frequentar diariamente uma pista – ou melhor, um halfpipe de madeira – que alguns skatistas construíram no fundo de uma loja perto da casa dele (Força Local).
Após alguns meses, participou do seu primeiro campeonato na categoria iniciante. Na prefeitura municipal de Santo André, local que abrigou o evento, ele era o atleta mais novo da competição e terminou em oitavo.
A experiência adquirida em mais alguns campeonatos e a evolução técnica deram a Sandro Dias condições de conquistar o primeiro título cedo. Em 1988, aos 13, foi campeão brasileiro de street iniciante. De sobra, ainda fez a sua primeira viagem internacional naquele ano. Foi para os Estados Unidos, onde andou e conheceu algumas pistas de skate.
Em 1989, na Alemanha, disputou o seu primeiro campeonato internacional. Apesar de ainda ser amador no Brasil, competiu como profissional e terminou em 31º.
Depois disso, Sandro continuou competindo no Brasil como amador, mas o skate começou a sumir no início da década de 1990 com a crise econômica no Brasil; assim, os eventos e as melhores pistas que na época eram particulares foram se acabando. Com isso, foi obrigado a se distanciar do skate competitivo e só andava por lazer numa pista pública que existia em Santo André, sua cidade natal.

## Retorno
Em 1995, depois de alguns anos sem frequentar eventos de skate, ficou sabendo que iria acontecer um campeonato profissional de Vertical (halfpipe) em uma feira de esportes no Shopping Center Norte, em São Paulo. Foi até lá para assistir, mas levou também o seu equipamento.
O que Sandro imaginava foi além, pois acabou participando e terminando na quinta colocação. Empolgado pelo resultado, não parou mais de acompanhar os eventos e treinar. Nos dois anos seguintes foi competir na Europa, e em 1997 foi pela primeira vez ao Slam City Jam, em Vancouver, no Canadá.
A partir de 1998 começou a frequentar mais eventos nos Estados Unidos. Em 1999, também participou pela primeira vez dos X Games e dos Gravity Games, considerados os mais importantes do circuito Mundial, e terminou a temporada entre os top 20.
Em 2000, participou de mais eventos nos Estados Unidos e na Europa. Novamente disputou os X Games e os Gravity Games, e fechou o ano entre os top 10. Em 2001, a evolução no ranking continuou. Competiu em praticamente todos os eventos WCS pelo mundo, ganhou a última etapa, terminou o ano entre os cinco melhores e foi campeão do circuito Europeu.
No ano de 2002, o brasileiro novamente participou de todas as etapas do circuito Mundial, ganhou alguns campeonatos, se deu bem em vários, participou mais uma vez dos X Games e dos Gravity Games e terminou o ano em quarto colocado no ranking mundial.

## Topo do mundo
A sua caminhada rumo ao topo do mundo finalmente chegou ao seu ápice em 2003. Logo no início da temporada, conseguiu o título de quatro torneios consecutivos, incluindo o Latin X Games, no Brasil, e o Slam City Jam, em Vancouver (Canadá), e abriu uma vantagem confortável no ranking. Com mais alguns bons resultados, assegurou o título mundial e concretizou um grande sonho.
No início de 2004, a sua vontade era superar o ano anterior. Além do bicampeonato mundial, o 900º (dois giros e meio no ar), que acertou em várias oportunidades na temporada, foi outro sonho realizado. Em uma das vezes que repetiu a manobra, conquistou a sua primeira medalha de ouro nos X Games de Los Angeles, um dos principais eventos do mundo, na categoria Best Trick.
Na sequência, o começo de 2005 não poderia ser melhor. Além de quatro títulos nas cinco primeiras competições (Coreia do Sul, Alemanha, França e Taiwan), conquistou o vice-campeonato no Oi Vert Jam, realizado no Rio de Janeiro, e ainda acertou um 900º que levantou a galera. Novamente com boa vantagem, também aberta pela medalha de bronze nos X Games de Los Angeles, manteve a liderança até o final da temporada e levantou o tricampeonato mundial.
Motivado pelos resultados dos anos anteriores, Sandro começou a temporada 2006 com um gás extra. No final do ano, pôde contabilizar seis primeiras colocações em 11 competições disputadas – entre elas o ouro nos X Games de Los Angeles e a inédita vitória no Dew Tour, na terceira etapa do circuito, em Portland – e o quarto título do mundo.
Para celebrar a série de títulos mundiais, organizou a primeira edição do “O dia D”, que aconteceu em Santo André, em dezembro de 2006, e reuniu o I Campeonato Sandro Dias de Skate Vertical Amador, show do Charlie Brown Jr. e apresentação de profissionais. Cerca de oito mil pessoas prestigiaram o evento.
Propenso a incentivar cada vez mais a molecada, Sandro organizou, logo no início de 2007, a segunda edição do Campeonato Sandro Dias de Skate Vertical Amador. O sucesso do evento lhe deu ainda mais motivação para realizar o terceiro no final do ano. Entre um e outro, obteve de novo bons resultados no circuito mundial, com vitórias no Rio de Janeiro e em Praga, e se tornou pentacampeão do mundo.
Novamente em dezembro e em Santo André, fez a segunda edição do “O dia D”. Aproximadamente 25 mil pessoas compareceram ao Parque Central.